# Achille Souchard
Achille Souchard (Le Mans, 17 de mayo de 1900-París, 21 de septiembre de 1976) fue un ciclista francés, que fue profesional entre 1924 y 1929. Ganó la medalla de oro a los Juegos Olímpicos de Amberes de 1920 en la prueba de Contrarreloj por equipos, así como dos Campeonatos de Francia en ruta.

## Palmarés
- 1919
  - 1º en la París-Évreux
- 1920
  - Medalla de oro en la Contrarreloj por equipos de los Juegos Olímpicos de Amberes (con Fernand Canteloube, Georges Detreille y Marcel Gobillot) 
  - 1º en la París-Évreux
- 1922
  - Campeón de Francia en ruta amateur 
  - Campeón de Francia de medio fondo amateur 
  - 1º en el Gran Premio de Thizy
- 1923
  - Campeón de Francia en ruta amateur 
  - Campeón de Francia de medio fondo amateur 
  - 1º en la París-Évreux
- 1925
  - Campeón de Francia en ruta 
  - 1º en el Giro de la provincia de Milà, con Romain Bellenger
  - 1º en el Critérium de As
- 1926
  - Campeón de Francia en ruta 
  - 1º en el Circuito de París
- 1929
  - 1º en la París-Laigle